# Ортодоксальный троцкизм
Ортодоксальный троцкизм — это ветвь троцкизма, декларирующая, она что стремится более тесно придерживаться философии, методов и позиций Льва Троцкого и раннего Четвертого Интернационала, чем другие троцкисты.

## История
Первым троцкистским интернационалом, который описывал себя как «ортодоксально-троцкистский», был Международный комитет Четвертого Интернационала (МКЧИ). Вскоре после своего образования в 1953 году он написал открытое письмо, в котором описал традицию Четвертого Интернационала как ортодоксальный троцкизм и призвал ортодоксальных троцкистов сплотиться в МКЧИ. Ортодоксальный троцкизм воплотил свою оппозицию к Международному Секретариату Четвертого Интернационала (МСЧИ), политику которого они назвали «паблоизмом». МКЧИ утверждал, что он один защищал принципы Четвертого Интернационала, в то время как «паблоисты» подчиняли международное рабочее движение бюрократии или буржуазным лидерам.
Последующая история ортодоксального троцкизма — это история МКЧИ. Ее самая большая секция, Американская социалистическая рабочая партия, осталась в 1963 году, чтобы присоединиться к «паблоистам», в конечном итоге порвав с троцкизмом в 1980-х годах, хотя секция оставалась верной МКЧИ и сегодня является Партией социалистического равенства. В 1973 году ортодоксальные троцкисты пострадали от другого раскола между Социалистической рабочей лигой (СБЛ) Джерри Хили и Международной коммунистической организацией (МКО) Пьера Ламбера. Официальным объяснением раскола было то, что МКО полагал, что ортодоксальный троцкизм должен основываться на переходной программе Троцкого, в то время как СБЛ считал, что, поскольку переходная программа была просто результатом применения Троцким марксистской диалектики, было возможно и даже необходимо пересмотреть Троцкого. Программа, как объективная ситуация, изменилась. Французская секция вернулась в МКЧИ в 2016 году как Партия Социалистического Равенства (Франция) (СРФ).

## Текущая ситуация
Сегодня остатки МКЧИ продолжают характеризовать свою политику как ортодоксальный троцкизм. Другие группы пришли к ортодоксальному троцкизму из разных слоев общества, и, как и Международный троцкистский комитет, считают, что МКЧИ позже выродился, или как Комитет по связям с боевиками Революционного Коммунистического Интернационала, что МКЧИ никогда не представлял здорового ортодоксального троцкизма, но они поддерживают ранний Четвертый Интернационал.
Многие ортодоксальные троцкистские группы придают особое значение тому, что Советский Союз был деформированным рабочим государством.
Ортодоксальный троцкизм подвергся критике со стороны активистов третьего социалистического лагеря и международной социалистической тенденции. Макс Шахтман из Рабочей партии описывал Четвёртый Интернационал как организацию ортодоксального троцкизма в 1948 году. МСТ также критикует традиции МКЧИ и МСЧИ как ортодоксальный троцкизм.